# 里博特
里博特（法語：Ribaute，法語發音：[ʁibot] ⓘ）是法国奥德省的一个市镇，属于卡尔卡松区。

## 地理
里博特（43°6'28"N, 2°38'6"E）面积9.41 平方千米，位于法国奧克西塔尼大區奥德省，该省份为法国南部沿海省份，北起塔恩省，西北接上加龙省，西接阿列日省，南至东比利牛斯省，东临地中海，东北与埃罗省接壤。
与里博特接壤的市镇（或旧市镇、城区）包括：康普隆多德、拉格拉斯、图尔尼桑。

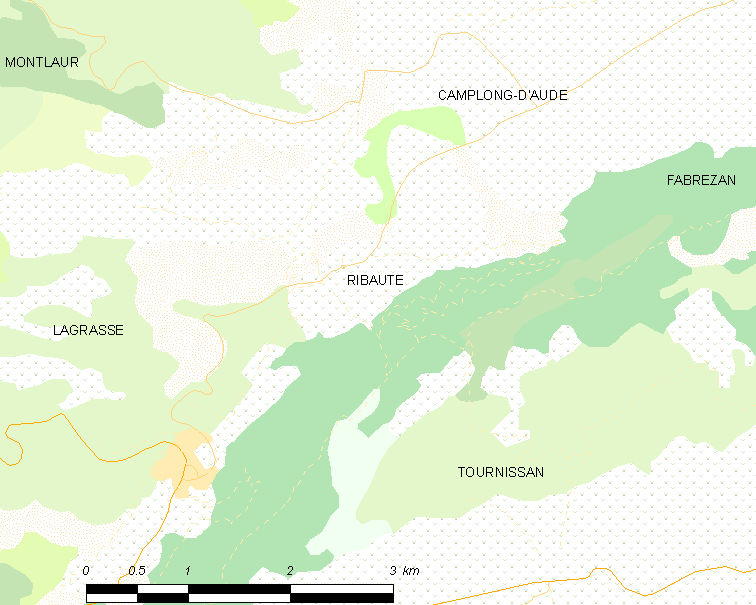
里博特的OSM定位图

里博特的时区为UTC+01:00、UTC+02:00（夏令时）。

## 行政
里博特的邮政编码为11220，INSEE市镇编码为11311。

## 政治
里博特所属的省级选区为莱科比耶尔县。

## 人口

1962-2008年间里博特人口变化图示

里博特于2022年1月1日时的人口数量为264人。